# Benedikt Waldeck
Benedikt Franz Leo Waldeck (Münster, 31 luglio 1802 – Berlino, 12 maggio 1870) è stato un politico tedesco, considerato uno dei principali esponenti della sinistra liberale prussiana.
Nel 1848 fu eletto all'Assemblea nazionale prussiana, in cui divenne il capo della sinistra democratica e sostenne una monarchia costituzionale; rifiutò la costituzione ottriata del 5 dicembre 1848, che sciolse l'assemblea.
Nelle nuove elezioni del 1849 fu eletto al Landtag prussiano, nella Camera dei Rappresentanti, ma quando questa fu sciolta dal governo, fu arrestato e sottoposto a un processo per alto tradimento. Fu assolto nel dicembre 1849.
Dopo l'ascesa al trono di Guglielmo I di Germania, fu deputato per il Partito Progressista Tedesco (Deutsche Fortschrittspartei) al Landtag prussiano (1861) e al Reichstag della Confederazione Tedesca del Nord (1867-1869).

### Bibliografiche
1. ↑  Biermann, Wilhelm: Franz Leo Benedikt Waldeck. Ein Streiter für Freiheit und Recht. Paderborn 1928